# Otto und die nackte Welle
Otto und die nackte Welle ist ein deutsches Filmlustspiel aus dem Jahre 1968 mit Otto Lüthje als titelgebender Otto, Heidi Kabel als seine Frau Erna und zahlreichen weiteren beliebten Darstellern des Hamburger Ohnsorg-Theaters. 

## Handlung
Otto Sanftleben ist ein alteingesessener Hamburger Schauspieler und Schmalfilmamateur und grundsätzlich gegen öffentlich dargebotene Nacktheit. Überall muss er diese „Schmuddeleien“ feststellen und wendet sich, igittigittigitt, angewidert ab. Um sich vom Sündenpfuhl seiner Großstadtheimat zu erholen, zieht es Otto hin und wieder in die Lüneburger Heide, wo er allenfalls nackte Schafe, dort Heidschnucken genannt, bewundern und auf Zelluloid bannen kann. Doch vor Ort muss er mit Schrecken feststellen, dass sich die sündigen Nackedeis auch hier breitgemacht haben – und das ausgerechnet zur Gaudi des Kollegen Hans von Noeltinghoff, der lieber nackte Mädchen als irgendetwas sonst auf seine Filme bannen möchte. 
Mit diesen Fotos kann der Schauspieler so manche Mark dazuverdienen. Noeltinghoff spielt dem pikierten Otto einen Streich und schneidet in dessen beschauliches Naturfilmmaterial einige von ihm hergestellte Aktaufnahmen. Dadurch kommt Spießer Sanftleben allmählich auf den Geschmack, und bald kann er wohlgeformten, nackten Frauenbrüsten mehr abgewinnen als im Winde schaukelnden Gräsern oder blökenden Schafen. Otto bewundert Noeltinghoffs „Schätze“ und will, ganz zum Entsetzen seiner auf „Sitte und Moral“ Wert legenden Frau Erna, so rasch wie möglich in das Geschäft mit den Nackedei-Fotos einsteigen. Eines Tages bietet das Theater, an dem er engagiert ist, seine Lieblingsrolle an, und so kehrt Otto Sanftleben wieder in seine kleine heile Welt zurück und der „nackten Welle“ den Rücken.

## Produktionsnotizen
Otto und die nackte Welle war als Persiflage auf die zu dieser Zeit grassierende Sex- und Aufklärungsfilmwelle gedacht und kam am 29. November 1968 in die Kinos, wo er drei Wochen gezeigt wurde. Fünfzig Jahre nach der Uraufführung wurde er am 29. November 2018 im Hamburger Programmkino Magazin nochmals gezeigt.
Der Film hat keinen Zusammenhang mit der im selben Jahr erschienenen Komödie Otto ist auf Frauen scharf.

## Kritiken
„Ohnsorg-Theaters Darsteller-Team versucht, Fernsehruhm in klingende Filmmünze umzusetzen. Man nimmt sich selbst und die durch Illustrierten und Leinwandgetrommel hochgespielte ‚nackte Welle‘ gehörig auf die Schippe. Daß dabei die Filmhandlung ganz dünn und klein, die Busen- und Beine-Schau aber gewaltig groß geriet, ist gelegentlich komisch, auf die Dauer jedoch ermüdend.“

In Filme 1965–70 ist Folgendes zu lesen: „Die dürftige Handlung dient als Aufhänger für eine penetrante Aktschau – Wir raten ab.“
Im Lexikon des internationalen Films heißt es: „Ein Heimatfreund und ein Sexfilmer geraten bei Aufnahmen in der Lüneburger Heide aneinander, bis der Sexproduzent den Heideliebhaber für sein ‚Hobby‘ gewonnen hat. Langweilige Sex-Klamotte.“
Zu einer besseren Einschätzung gelangt auch der Evangelische Film-Beobachter nicht: „Der plumpe Versuch, durch gemeinsamen Einsatz von Hamburger Ohnsorg-Theater und englischen Nacktstreifen zwei verschiedene Publikumskreise gleichzeitig anzusprechen, konnte nur für beide Geschmacksrichtungen ärgerlich enttäuschend enden.“